# 214378 Kleinmann
214378 Kleinmann è un asteroide della fascia principale. Scoperto nel 2005, presenta un'orbita caratterizzata da un semiasse maggiore pari a 2,5706067 UA e da un'eccentricità di 0,1182576, inclinata di 8,15719° rispetto all'eclittica.